# Sara Gambetta
Sara Mabel Gambetta (* 18. Februar 1993 in Lauterbach, Hessen) ist eine ehemalige deutsche Leichtathletin. Sie war zunächst Siebenkämpferin, bevor sie sich auf Kugelstoßen spezialisierte.

## Berufsweg
Ende 2010 ging Gambetta vom TSG Schlitz zur LG Eintracht Frankfurt, um Schule und Sport besser zu koordinieren, wozu sie nach Frankfurt ins Sportinternat zog und auf die Carl-von-Weinberg-Schule ging, eine Eliteschule des Sports. Gambetta ist Sportsoldatin und war seit Herbst 2013 Psychologiestudentin. Im September 2013 wurde der Obergefreiten die Ernennungsurkunde zur Soldatin auf Zeit überreicht. Später begann sie ein Jurastudium, wechselte aber im Herbst 2017 auf Sport und Biologie für Lehramt, weil diese Fächer besser zu ihrem Leistungssport passen. Gambetta studiert an der Martin-Luther-Universität Halle-Wittenberg.

## Sportliche Karriere

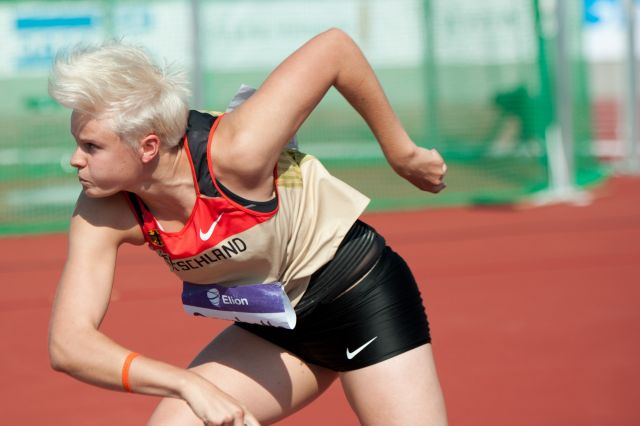
Sara Gambetta beim Siebenkampf in Tallinn 2011

Schon als Jugendliche konnte Gambetta nennenswerte Erfolge aufweisen. Knapp 18 Jahre alt, war sie Vizeeuropa- und Vizeweltmeisterin im Siebenkampf bei den Juniorinnen, wurde dann aber von Verletzungen geplagt.
2013 wandte sie sich vom Siebenkampf ab und dem Kugelstoßen zu, nachdem sie sich im Sommer für die U23-Europameisterschaften hatte qualifizieren wollen, beim Mehrkampf-Meeting in Ratingen aber erneut verletzungsbedingt den Wettkampf frühzeitig hatte beenden musste.
2016 verbesserte Gambetta am 21. Mai bei den Halleschen Werfertagen in Halle (Saale) ihre persönliche Bestleistung im Kugelstoßen um fast einen halben Meter auf 17,72 m und erfüllte damit die Norm für die Teilnahme an den Europameisterschaften in Amsterdam. Wenig später verbesserte sie sich und erreichte am 31. Mai 2016 beim Volksbank-Meeting in Osterode mit 17,84 m als erste deutsche Kugelstoßerin die Norm für die Olympischen Spiele in Rio. Bei den Deutschen Meisterschaften kam Gambetta auf den 3. Platz. Mit erneuter Steigerung ihrer Bestleistung erreichte sie bei den Europameisterschaften in Amsterdam mit 17,95 m den 7. Platz. Bei den Olympischen Spielen 2016 in Rio de Janeiro schied sie mit einer Weite von 17,24 m in der Qualifikation aus.
2017 wurde Gambetta im nordfranzösischen Lille Team-Europameisterin, beim Kugelstoßen belegte sie den 4. Platz. Bei den Deutschen Meisterschaften in Erfurt holte sich Gambetta den Meistertitel. Mitte Juli nominierte sie der Allgemeinen Deutschen Hochschulsportverband (adh) für die Sommer-Universiade in Taipeh, wo sie den 5. Platz belegte. Bei den Weltmeisterschaften in London verpasste sie mit einem 13. Platz in der Qualifikation das Finale.
2018 holte sie wieder Bronze bei den Deutschen Meisterschaften und kam bei den Europameisterschaften in Berlin mit Saisonbestleistung von 18,13 m auf den 5. Platz.
2019 sicherte sich Gambetta bei den Deutschen Hallenmeisterschaften Bronze. Bei den Halleneuropameisterschaften in Glasgow warf sie in der Qualifikation mit 18,17 m persönliche Bestleistung und belegte im Finale den 7. Platz. In der Freiluftsaison wurde sie Deutsche Vizemeisterin. Bei den Weltmeisterschaften in Doha verpasste sie erneut mit einem 13. Platz in der Qualifikation das Finale.
2020 bestritt sie wegen der COVID-19-Pandemie keine Wettkämpfe und widmete sich ihrem Studium.
2021 wurde Gambetta Deutsche Vizemeisterin in der Halle und belegte bei den Halleneuropameisterschaften in Toruń den 6. Platz, wo sie in der Qualifikation ihre Hallenbestleistung auf 18,43 m gesteigert hatte. Bei den Olympischen Spielen in Tokio kam Gambetta ins Finale und kam mit persönlicher Bestleistung von 18,88 m auf den 8. Platz.
Gambetta gehörte dem B-Kader des Deutschen Leichtathletik-Verbandes (DLV) an und ist seit der Leistungssportreform im Perspektivkader.
Im Januar 2024 gab sie ihren Rückzug vom Leistungssport bekannt.

## Vereinszugehörigkeiten
Seit 1. Januar 2018 startet Gambetta für den SV Halle. Zuvor ging sie ab 1. Januar 2015 für den SC DHfK Leipzig an den Start. Davor war Gambetta bei den Halleschen Leichtathletik Freunden, zu denen sie Mitte 2013 von der LG Eintracht Frankfurt kam. Dorthin hatte sie zum 1. Januar 2011 vom TSG Schlitz gewechselt.

## Bestleistungen
(Stand: 5. März 2021)
Jahresbestleistungen
Kugel (Freiluft, 4 kg)
| 2010 | 13,71 m    |
| 2011 | 14,87 m    |
| 2012 | 15,38 m    |
| 2013 | 16,36 m    |
| 2014 | 16,83 m    |
| 2015 | 17,26 m    |
| 2016 | 17,95 m    |
| 2017 | 18,46 m    |
| 2018 | 18,43 m    |
| 2019 | 18,40 m    |
| 2020 | –          |
| 2021 | 18,88 m *) |

Persönliche Bestleistungen
2016 stieß Gambetta am 21. Mai bei den Halleschen Werfertagen in Halle (Saale) 17,72 m und verbesserte sich am 31. Mai beim Volksbank-Meeting in Osterode auf 17,84 m. 17,95 m stieß sie am 7. Juli bei den Europameisterschaften in Amsterdam. Am 1. März 2019 verbesserte sie sich bei den Halleneuropameisterschaften in Glasgow auf 18,17 m.
2017 wuchtete sie am 2. Juni 2017 beim SoleCup in Schönebeck die Kugel auf 18,14 m und schraubte ihre Bestleistung am 15. Juli beim Schlossmeeting in Gotha auf 18,46 m.
2021 steigerte Gambetta bei den Halleneuropameisterschaften in Toruń in der Qualifikation ihre Hallenbestleistung auf 18,43 m und im Freien bei den Olympischen Spielen in Tokio auf 18,88 m.

## Ehrungen
- 2011 ehrten die Stadtverordneten ihres Heimatstädtchens Gambetta für ihre herausragenden sportlichen Leistungen.[10]

- 2015 vom SC DHfK Leipzig als Nachwuchssportlerin des Jahres 2015 ausgezeichnet.[11]

## Erfolge
national
- 2009: 3. Platz Deutsche U18-Mehrkampfmeisterschaften
- 2010: Deutsche U18-Hallenmeisterin (Fünfkampf)
- 2010: Deutsche Jugendmeisterin (U18) (Hochsprung)
- 2013: 7. Platz Deutsche Meisterschaften (Kugel)
- 2014: Deutsche U23-Vizemeisterin (Kugel)
- 2015: 5. Platz Deutsche Meisterschaften (Kugel)
- 2016: 3. Platz Deutsche Meisterschaften (Kugel)
- 2017: Deutsche Meisterin (Kugel)
- 2018: 3. Platz Deutsche Meisterschaften (Kugel)
- 2019: 3. Platz Deutsche Hallenmeisterschaften (Kugel)
- 2019: Deutsche Vizemeisterin (Kugel)
- 2021: Deutsche Hallenvizemeisterin (Kugel)

international
- 2010: U20-Vizeweltmeisterin (Siebenkampf)
- 2011: U20-Vizeeuropameisterin (Siebenkampf)
- 2013: 8. Platz U23-Europameisterschaften (Kugel)
- 2015: 3. Platz U23-Europameisterschaften (Kugel)
- 2015: 4. Platz Militärweltmeisterschaften (Speerwurf)
- 2016: 7. Platz Europameisterschaften (Kugel)
- 2017: Team-Europameisterin, gleichzeitig 4. Platz beim (Kugel)
- 2017: 5. Platz Universiade (Kugel)
- 2017: 13. Platz Weltmeisterschaften (Kugel)
- 2018: 5. Platz Europameisterschaften (Kugel)
- 2019: 7. Platz Halleneuropameisterschaften (Kugel)
- 2019: 13. Platz Weltmeisterschaften (Kugel)
- 2021: 6. Platz Halleneuropameisterschaften (Kugel)
- 2021: 8. Platz Olympische Spiele (Kugel)
- 2023: 2. Platz Halleneuropameisterschaften (Kugel)